# 표준 음높이

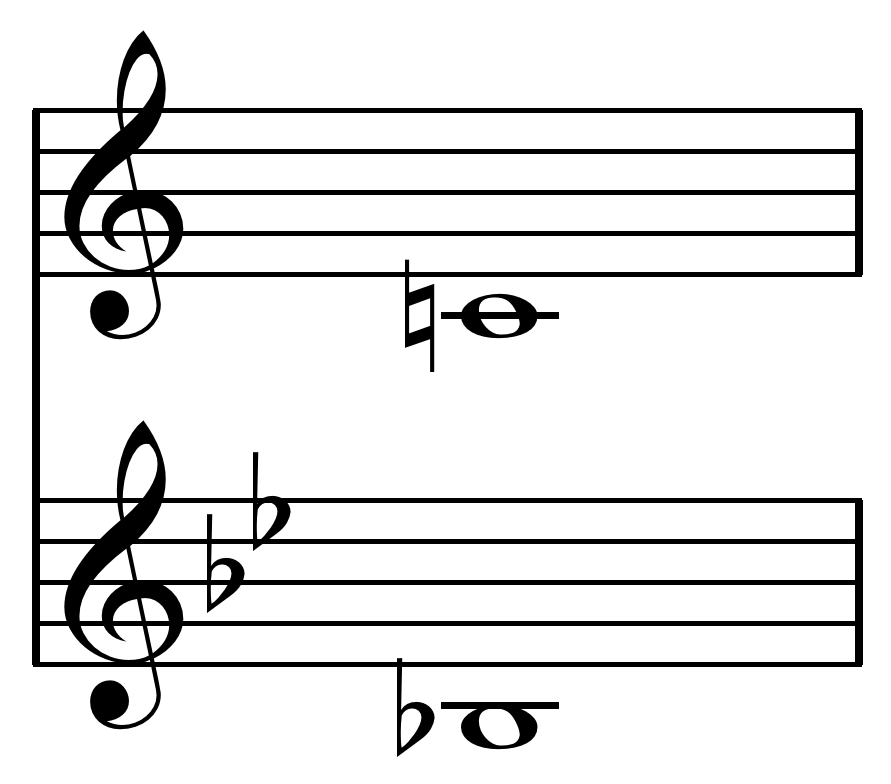
기보된 C(상단)와 B♭ 클라리넷에서 나는 콘서트 B♭(하단).

표준 음높이(標準音높이) 또는 표준 조율음(Concert Pitch)는 한 집단의 악기들이 공연을 위해 조율하는 음높이의 기준이다. 표준 음높이는 악단들마다 다양할 수 있고, 음악사에 있어서는 더 크게 다양했었다. 가장 일반적인 현대의 조율 표준은 가온다를 넘어 있는 A=440Hz를 참조음으로서 사용하며, 다른 음들은 그에 비례하여 설정된다. 문헌에서는 이를 두고 국제 표준 음높이(International Standard Pitch)라고도 한다.
또한 콘서트 피치(Concert Pitch)라는 용어 자체는 조옮김 악기의 명목상 기보된 기음과 실음을 구별하기 위해서도 사용된다. 콘서트 피치는 C조 악기에서의 실음을 가리키는데, 조옮김 악기를 위한 음악은 C조 악기를 위한 음악으로부터 다른 키로 이조된다. 가령 기보된 C를 B♭ 클라리넷 또는 트럼펫으로 연주하는 것은 C조 악기의 B♭를 낸다. 이 음은 '콘서트 B♭'이라 지칭한다.

## 현대의 표준 음높이
가온다 위의 A는 440Hz로 정해지는 경우가 많다. 역사적으로 이 A는 더 높거나 낮은 음높이에서 조율되곤 했다.

## 역사
역사적으로 다양한 표준이 특정 주파수에서 음표의 음높이를 교정하기 위해 쓰였다. 또한 음계에서의 음표의 상대 주파수를 결정하는 데에 있어서도 음악적 조율의 다양한 시스템이 사용되어 왔다.

### 19세기 이전
19세기 이전까지 음높이를 규정하기 위한 어떠한 협력적인 시도도 없었으며, 유럽 전역의 기준들은 다양했었다. 장소에 따라, 또는 시간이 지남에 따라 음높이가 달라지는 것은 아니었다. 심지어 음높이는 같은 도시 내에서도 다양했다. 가령 17세기 영국 대성당 오르간에 사용됐던 음높이는 같은 도시에 있는 가정용 건반 악기에 사용된 것보다 5개의 반음(Semitone) 정도가 낮을 수 있었다.
한 교회 안에서도 오르간들이 조율되는 방식 탓에 시간이 지날수록 사용되는 음높이가 달라질 수도 있었다. 일반적으로 오르간 파이프의 끝은 음높이를 올리거나 내리기 위해 원뿔의 안쪽으로 치거나 바깥으로 치솟았을 것이다. 파이프 끝이 일정한 과정에 의해 닳아지면, 그것들은 모두 줄어들어서 오르간의 전체 음높이를 높였다.
18세기 초반으로부터 음높이는 비록 다시 차이가 나기는 했었지만 1711년 발명된 소리굽쇠의 사용에 의해 통제되기 시작했다. 가령 1740년부터 시작된, 헨델과 관련한 소리굽쇠는 A=422.5Hz로 맞춰졌으나, 1780년부터의 소리굽쇠는 약 1/4 정도 낮은 A=409Hz로 맞춰진다. 약 1800년쯤의 베토벤의 소리굽쇠는 A=455.4Hz에서 맞춰져, 1/2 정도 훨씬 더 높게 나온다.
전반적으로 18세기 말엔 가온다 이상 A의 주파수가 400~450Hz의 범위에 있는 경향이 있었다.
여기에 인용된 주파수는 현대의 측정에 근거한 것이고 당대의 음악가들에게는 정확하게 알려지지 않았을 것이다. 비록 마랭 메르센은 17세기 초에 음파를 대략적으로 결정했지만, 그런 측정은 1830년대의 독일 물리학자 요한 샤이블러(Johann Scheibler)의 연구를 시작으로 19세기에 이르기까지 과학적으로 정확해지지 못했다. 이전에 피치의 단위로 초당 사이클(Cycle per Second, CPS)에 사용된 용어는 20세기에 하인리히 헤르츠를 기리기 위해 헤르츠(Hz)로 개칭되었다.

### 피치 인플레이션
목소리와 상대적으로 기악 음악이 두각을 나타내던 역사적 시기에, 음높이의 수준이 상승하는 경향이 지속되었다. 이 '피치 인플레이션'(Pitch Inflation) 현상은 대체로 서로 경쟁하는 기악 연주자들의 산물처럼 보였는데, 각기 기악 연주자들은 경쟁자들의 소리보다도 더 밝고 더 훌륭한 소리를 만들어내려고 시도했다. 현악기에서는 이 모든 것이 청각적 착각이 아닌데, 악기를 조율했을 때 실제로도 객관적으로 더 밝은 소리를 낸다. 그 이유는 끈 장력이 높을 수록 고조파 진폭이 더 커지는 결과를 가져오기 때문이다. 이런 경향은 같은 장인들이 몇 년 전에 만든 것보다 일반적으로 더 높은 음높이로 연주하게 만들었던 관악기 제조자들에게도 만연했었다.
적어도 2가지 이유에서 피치 인플레이션은 점차 심해져서 개혁이 필요하게 되었다. 17세기가 시작할 때쯤, 미하엘 프레토리우스는 그의 백과사전인 <음악대전>(Syntagma musicum)을 통해 음높이가 너무 높아져 가수들이 심각한 목 부상을 겪고 있으며, 류트 연주자와 비올 연주자들이 끊어진 현에 불평하는 중이라고 보고했다. 그가 인용한 표준 음성 범위는 그가 살았던 독일의 일부 지역에서 그의 시대의 음높이가 오늘날보다 적어도 단3도 낮았음을 보여준다. 이 문제에 대한 해결책은 산발적이고 국소적이나, 일반적으로는 음성과 오르간(독일어: Chorton, 합창단 음색), 그리고 실내악 합주단(독일어: Kammerton, 실내악 음색)의 개별적인 표준의 제정을 포함했다. 가령 칸타타에서처럼 둘이 결합된 곳에서는 가수와 기악 연주자들이 서로 다른 조성으로 연주할 수 있을 것이다. 이 체계는 약 2세기 동안은 인플레이션을 막았다.
반주하는 것과는 반대되어 나온 독립된 앙상블로서의 오케스트라의 등장은 다시 피치 인플레이션을 불러왔다. 이 시대 동안 음높이의 상승은 소리굽쇠에 반영되어 있음을 알 수 있다. 1815년 드레스덴 오페라 하우스의 소리굽쇠는 A=423.2Hz인데 반해, 1826년의 같은 오페라 하우스의 소리 굽쇠는 A=435Hz를 냈다. 밀라노의 스칼라 극장에서는 가온다 위의 A는 451Hz만큼 높았다.

### 19세기와 20세기의 표준

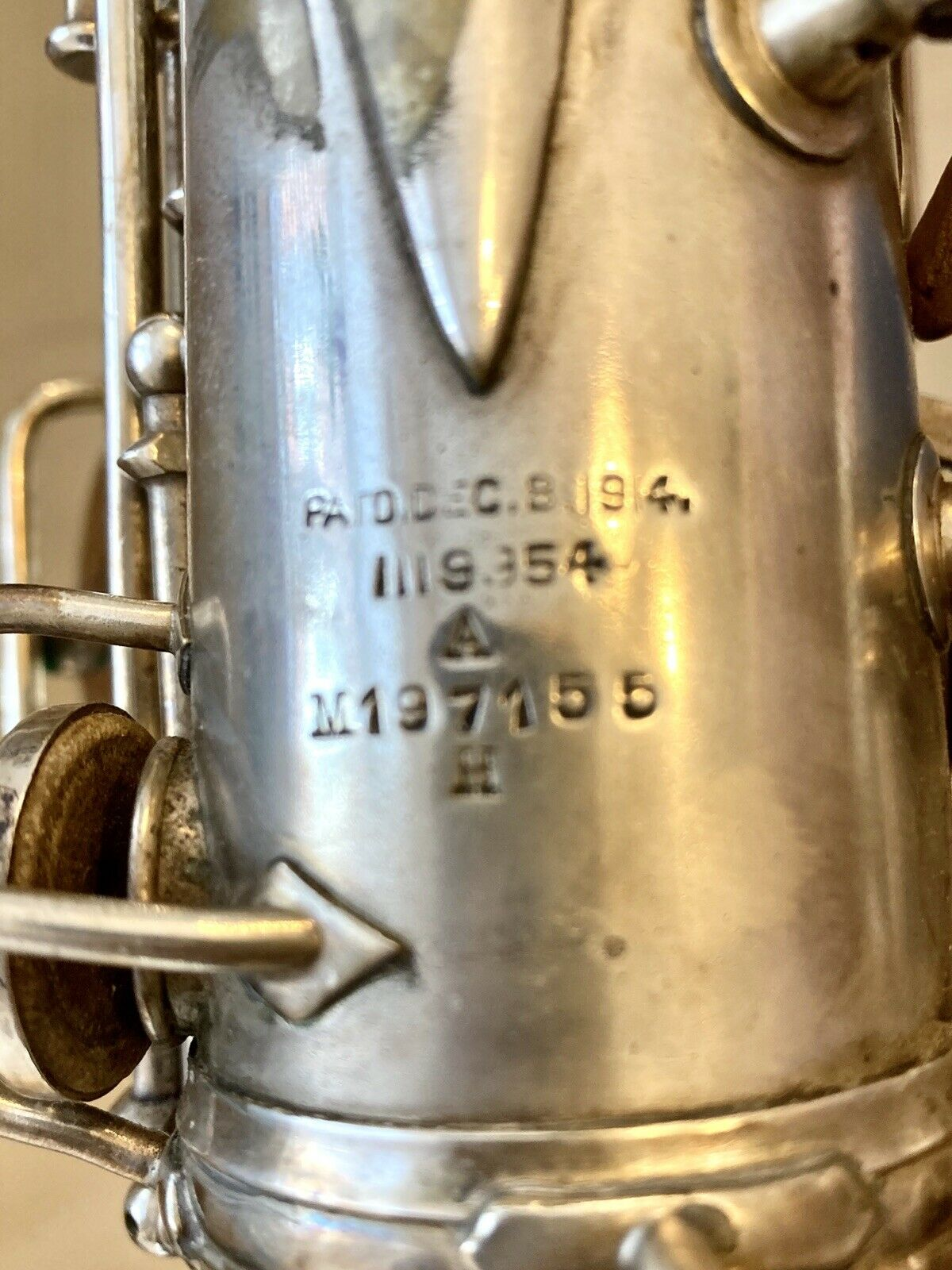
미국 인디애나주 엘카르트(Elkhart)에서 만들어진 빈티지 은 도금 콘 뉴 원더 시리즈 2(Conn New Wonder Series 2) 알토 색소폰. 시리얼 넘버인 197155는 1927년까지의 악기의 연대를 나타낸다. 시리얼 넘버 아래의 'H'는 이 악기가 높은 음높이(A=456Hz)를 가진 악기라는 것을 뜻한다. 보다 현대적인 낮은 음높이(A=440Hz)의 색소폰인 경우, 일련번호 아래에 L 또는 LP라는 문자가 있을 것이다.

음높이가 높아지는 경향을 가장 반대하던 이들은 가수였는데, 그들의 목소리에 부담을 준다고 불평했다. 이들의 시위 때문에 프랑스 정부는 1859년 2월 16일에 가온다 위의 A를 435Hz로 정한 법안을 통과시켰다. 이것은 음계에서 음높이를 표준화하려는 최초의 시도였으며, 또한 이는 '국제 표준음'(diapason normal)으로 알려졌다. 또한 이는 프랑스 밖에서도 꽤 인기있는 표준 음높이가 되어 프렌치 피치(French Pitch), 컨티넨털 피치(Continental Pitch), 또는 국제 음높이(International Pitch)로도 여러 시기에 걸쳐 알려졌다. 다만 이 중 마지막 명칭인 국제 음높이는 1939년 국제 표준 음높이(Internation Standard Pitch)와는 다른 것이다. 1885년 빈에서 열린 회의는 이탈리아, 오스트리아, 헝가리, 러시아, 프로이센, 작센, 스웨덴, 뷔르템베르크 사이에서 이 가치를 확립했다. 그리고 이는 마침내 1919년의 베르사유 조약에도 포함되었다. 국제 표준음(diapason normal)은 가온다가 약 258.65Hz가 되는 결과를 낳았다.
철학적(Philosophical) 내지는 과학적 음높이(Scientific Pitch)로 알려진 대안 표준 음높이(Alternative Pitch Standard)는 가온다를 28인 256Hz로 지정했는데, 이때의 가온다 위의 A는 평균율에서 약 430.54Hz가 된다. 이 체계가 갖는 매력은 그것이 모든 C가 2의 거듭제곱이 되는 진동수인 수학적 이상주의에 있기 때문이다. 이 조율음은 이탈리아 작곡가인 주세페 베르디가 프랑스의 조율음 체계를 약간 낮추자고 제안한 이후 베르디 조율음(Verdi Tuning)이라는 이름으로 라로슈 운동(LaRouche movement)의 쉴러 협회(Schiller Institute)를 통해 홍보되었으나 성공적이지 못했다. 그러나 쉴러 협회가 추천하고 있는 A=432Hz의 조율음은 평균율 조율의 대수적인 비율이라기보다는 27:16의 피타고라스 음률이다.
19세기의 영국의 표준화에 대한 시도는 약 A=452Hz(다른 출처에서는 약간 다른 값으로 봄)의 구 교향악적 음높이 표준(Old Philharmonic Pitch Standard)을 내놨고, 1896년에 A=439Hz로 하는, 상당히 내려온 신 교향악적 음높이(New Philharmonic Pitch)로 대체됐다. 이 '하이 피치'(High Pitch)는 수정궁의 헨델 페스티벌에서 마이클 코스타 경(Sir Michael Costa)에 의해 유지되어 1877년 수석 테너였던 심스 리브스(Sims Reeves)의 탈퇴를 불러왔는데, 당시 가수들의 주장으로 버밍엄 페스티벌의 음높이가 낮아졌고 오르간도 다시 조율되었다. 그렇게 1895년 런던의 퀸즈 홀(Queen's Hall)에서 프롬나드 콘서트를 위한 국제 표준음(Diapason Normal)이 제정되었는데, 오르간의 조율에 있어 15°C(59°F)에서 A=435.5Hz, 따뜻한 홀에서는 A=439Hz로 하는 것이었다. 이는 그 후 로열 필하모닉 협회(Royal Philharmonic Society)와 바흐 합창단, 펠릭스 모틀(Felix Mottl), 아르투르 니키슈 연주회 등이 컨티넨털 피치를 쓰게 되는 결과를 낳았다.
영국에서 '로우 피치'(Low Pitch)란 용어는 1896년부터 20°C(68°F)에서 A=439Hz인 새 로열 필하모닉 협회의 조율 표준을 가리키기 위해 사용되었으며, 15.5°C(60°F)에서 A=452.4Hz인 과거 조율에는 '하이 피치'(High Pitch)가 사용되었다. 비록 더 큰 런던 오케스트라가 새로운 '로우 피치'에 빠르게 적응했지만 지방의 오케스트라들은 적어도 1920년대까지 '하이 피치'를 계속 사용했으며, 심지어 대부분의 브라스 밴드들은 1960년 중반까지도 '하이 피치'를 사용하고 있었다. 더 나아가 하이랜드 파이프 밴드(Highland Pipe Bands)는 A440보다 1개의 반음 높은 A=470~480Hz의 날카로운 조율을 사용하고 있다. 그 결과로 백파이프는 마치 D♭ 조옮김 악기들처럼 A로 기보되어 있어도 B♭에서 연주하는 것으로 인식되며, 둘 이상의 합주 시에는 B♭ 금관악기에 맞춰 조율되는 경우가 많다.
한편, 1834년 슈튜트가르트 회담은 셰이블러의 토노미터(Tonometer) 연구를 기반으로 C264(A440)을 표준 조율음으로 추천했다. 이런 이유에서 A440은 슈튜트가르트 음높이(Stuttgart Pitch) 또는 셰이블러 음높이(Scheibler Pitch)라고 불리었다.
이어서 1939년 런던에서 열린 국제 회담은 가온다 위의 A를 440Hz로 하는, 표준 조율음(Concert Pitch)이라고 알려진 음을 추천했다. 기술 표준으로서 이는 1955년 국제 표준화 기구에 의해 채택되었고, 1975년 ISO 16으로 재확인되었다. 표준 음높이와 국제 표준음(diapason normal)과의 차이는 프랑스의 표준은 측정해야만 하는 온도에 대한 혼란 탓이다. 초기의 표준은 A=439Hz였지만, 그게 소수라 실험실에서 재현이 어려워서 A=440Hz로 대체됐다.

## 통용되는 표준 음높이
이런 혼란에도 불구하고 A=440Hz는 유일한 공식 표준으로 전세계에서 널리 사용되고 있다. 영국의 많은 오케스트라들이 이 기준을 콘서트 피치로서 고수하고 있다. 미국에서 일부 오케스트라는 A=440Hz를 사용하는 반면 뉴욕 필하모닉과 같은 오케스트라는 A=442Hz를 사용한다. 또한 유럽, 특히 덴마크, 프랑스, 헝가리, 이탈리아, 노르웨이, 스위스에서도 조율 진동수로 후자가 사용된다. 독일과 오스트리아, 그리고 러시아와 유럽 같이 유럽 대륙의 많은 다른 나라들의 현대 교향악단은 A=443Hz에 맞춰 조율한다.
실제로 대부분의 오케스트라는 오보에가 내는 음에 맞춰 조율하고, 대다수의 오보이스트들은 조율음을 연주할 때 전자 조율기를 사용한다. 일부 오케스트라는 전자 발진기(Tone Generator)를 사용하여 조율한다. 피아노와 같이 음높이가 고정된 악기로 연주할 때, 오케스트라는 일반적으로 그 악기에 맞춰 연주한다. 피아노는 보통 오케스트라의 정상적인 음높이에 맞춰 조정될 것이다. 전반적으로 과거보다는 훨씬 느리게 상승하긴 해도, 20세기 중반 이후 일반적인 경향은 표준 음높이가 상승하는 것으로 보여진다. 베를린 필하모닉과 같은 일부 오케스트라는 이전의 최고 표준인 445Hz보다 약간 낮은 443Hz를 사용한다.
바로크 음악 공연을 전문으로 하는 많은 현대 앙상블들은 A=415hZ에 동의했다. 440Hz보다 낮은 정확한 평균율의 반음은 415.30Hz이며, 이는 가장 가까운 정수로 반올림된다. 원칙적으로 이것은 음높이가 정해진 악기의 일부가 반음이 이조되는 경우 그를 따라 연주하는 것을 허용한다. 그러나 가령 바흐의 칸타타에서 라이프치히 시대 이전과 같이, 특정 작품의 합창단 음색(Chorton)에 440Hz보다 대략 반음 높게 460~470Hz로 조율하는 것은, 특히 독일 바로크 양식에서는 일반적인 공연 관행이다.
쿠바의 오케스트라는 일반적으로 A436을 음높이로서 사용함으로서 구하기 어려운 현이 더 오래 지속되도록 한다. 2015년 미국인 피아니스트인 시몬 디너스틴은 이 문제에 관심을 가졌고 이후에 친구들이 기증한 현을 갖고 쿠바를 여행했다.

### 432Hz에 대한 논쟁적인 주장
특히 21세기 초에는 지배적인 440Hz 대신에 432Hz 조율의 채택을 주장하는 많은 웹사이트와 온라인 동영상들이 제작되었다. 이러한 주장들에는 440Hz 튜닝을 선호하는 나치와 관련된 음모론도 포함되어 있다.